# Cyprian I (patriarcha Konstantynopola)
Cyprian I, gr. Κυπριανός (zm. po 1720) – ekumeniczny patriarcha Konstantynopola w latach 1707–1709 i 1713–1714.

## Życiorys
W dniu 25 października 1707 r. został patriarchą. W maju 1709 został obalony i zesłany na Górę Athos. W listopadzie 1713 został ponownie powołany na urząd. Z powodu niemożności zapłacenia pieniędzy za wybór, w dniu 28 lutego 1714 ustąpił.